# 陸半球

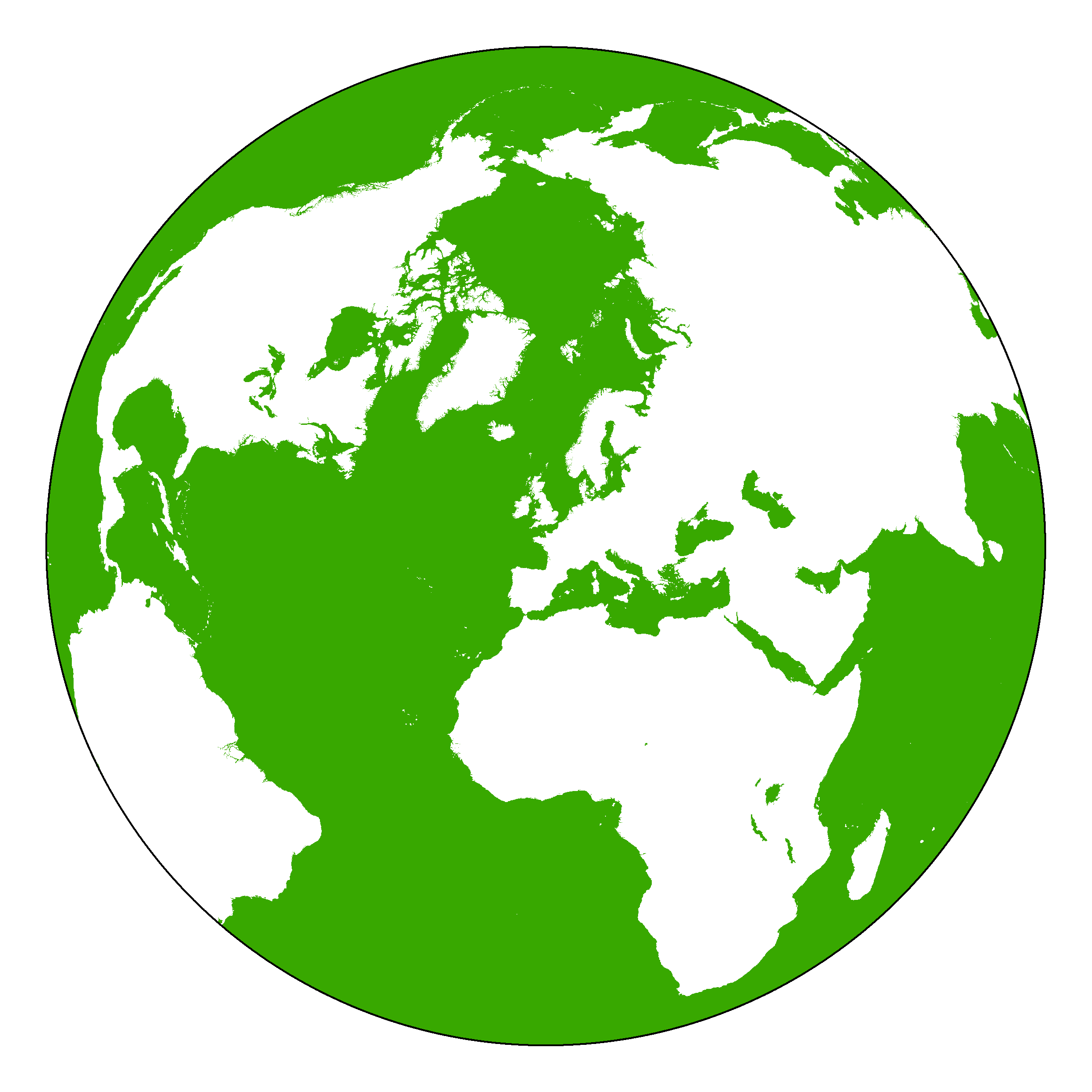
陸半球

陸半球是地球上以西經1°32'，北緯47°13'爲中心的半球，该半球是在地球的所有半球划分方法中，包含最多陆地的半球。該中心點在法國羅亞爾河河口。陸半球是相對於水半球的半球。
陸半球有全球七分之六的陸地，包括歐洲、非洲、北美洲、亞洲（除东南亚）的全部、以及南美洲大部份。歐洲爲於陸半球的中心。然而，因為陸半球的海洋面積仍然大於陸地面積(51比49)，所以陸半球是指大部份的陸地所在的半球，而不是陸地面積大於海洋面積的半球。

## 參看
- 水半球
- 北半球
- 南半球
- 東半球
- 西半球